# (78,22,6)-Blockplan
Der (78,22,6)-Blockplan ist ein spezieller symmetrischer Blockplan. Um ihn konstruieren zu können, musste dieses kombinatorische Problem gelöst werden: eine leere 78 × 78 - Matrix wurde so mit Einsen gefüllt, dass jede Zeile der Matrix genau 22 Einsen enthält und je zwei beliebige Zeilen genau 6 Einsen in der gleichen Spalte besitzen (nicht mehr und nicht weniger). Das klingt relativ einfach, ist aber nicht trivial zu lösen. Es gibt nur gewisse Kombinationen von Parametern (wie hier v = 78, k = 22, λ = 6), für die eine solche Konstruktion überhaupt machbar ist. In dieser Übersicht sind die kleinsten solcher (v,k,λ) aufgeführt.

## Eigenschaften
Dieser symmetrische Blockplan hat die Parameter v = 78, k = 22, λ = 6 und damit folgende Eigenschaften:
- Er besteht aus 78 Blöcken und 78 Punkten.
- Jeder Block enthält genau 22 Punkte.
- Je 2 Blöcke schneiden sich in genau 6 Punkten.
- Jeder Punkt liegt auf genau 22 Blöcken.
- Je 2 Punkte sind durch genau 6 Blöcke verbunden.

## Existenz und Charakterisierung
Es existieren mindestens drei nichtisomorphe 2-(78,22,6) - Blockpläne. Eine dieser Lösungen ist: 
- Lösung 1 mit der Signatur 52·1, 26·2. Sie enthält 13 Ovale der Ordnung 4.

## Liste der Blöcke
Hier sind alle Blöcke dieses Blockplans aufgelistet; zum Verständnis dieser Liste siehe diese Veranschaulichung
- Lösung 1

```
  1   2   4   5  10  11  13  16  19  20  29  32  33  44  50  52  57  63  65  70  76  78
  2   4  10  14  16  19  20  21  22  25  31  37  39  42  45  46  60  61  64  73  74  77
  2   4  10  18  24  26  27  29  32  33  34  35  38  47  48  51  55  58  59  73  74  77
  8   9  12  16  19  20  34  35  38  40  42  45  46  47  48  51  54  56  62  70  76  78
  8   9  12  21  22  25  29  32  33  41  43  49  53  55  58  59  60  61  64  70  76  78
  2   4  10  15  17  23  28  30  36  42  45  46  55  58  59  66  67  69  70  75  76  78
  1   2   3   5   6  11  12  17  20  21  30  33  34  40  45  51  53  58  64  66  71  77
  3   5  11  15  17  20  21  22  23  26  27  32  38  43  46  47  61  62  65  74  75  78
  3   5  11  14  19  25  28  30  33  34  35  36  39  48  49  52  56  59  60  74  75  78
  9  10  13  17  20  21  35  36  39  41  43  46  47  48  49  52  55  57  63  66  71  77
  9  10  13  22  23  26  30  33  34  42  44  50  54  56  59  60  61  62  65  66  71  77
  3   5  11  16  18  24  29  31  37  43  46  47  56  59  60  66  67  68  70  71  76  77
  2   3   4   6   7  12  13  18  21  22  31  34  35  41  46  52  54  59  65  67  72  78
  4   6  12  14  16  18  21  22  23  24  28  33  39  44  47  48  53  62  63  66  75  76
  4   6  12  15  20  26  27  29  31  34  35  36  37  40  49  50  57  60  61  66  75  76
  1  10  11  18  21  22  27  36  37  40  42  44  47  48  49  50  56  58  64  67  72  78
  1  10  11  14  23  24  31  34  35  43  45  51  53  55  57  60  61  62  63  67  72  78
  4   6  12  17  19  25  30  32  38  44  47  48  57  60  61  67  68  69  71  72  77  78
  1   3   4   5   7   8  13  19  22  23  32  35  36  40  42  47  53  55  60  66  68  73
  5   7  13  15  17  19  22  23  24  25  27  29  34  45  48  49  54  63  64  67  76  77
  5   7  13  14  16  21  28  30  32  35  36  37  38  41  50  51  58  61  62  67  76  77
  2  11  12  19  22  23  28  37  38  41  43  45  48  49  50  51  57  59  65  66  68  73
  2  11  12  15  24  25  32  35  36  44  46  52  54  56  58  61  62  63  64  66  68  73
  5   7  13  18  20  26  31  33  39  45  48  49  58  61  62  66  68  69  70  72  73  78
  1   2   4   5   6   8   9  20  23  24  33  36  37  41  43  48  54  56  61  67  69  74
  1   6   8  16  18  20  23  24  25  26  28  30  35  46  49  50  55  64  65  68  77  78
  1   6   8  15  17  22  29  31  33  36  37  38  39  42  51  52  59  62  63  68  77  78
  3  12  13  20  23  24  29  38  39  42  44  46  49  50  51  52  53  58  60  67  69  74
  3  12  13  16  25  26  33  36  37  40  45  47  55  57  59  62  63  64  65  67  69  74
  1   6   8  14  19  21  27  32  34  46  49  50  59  62  63  66  67  69  70  71  73  74
  2   3   5   6   7   9  10  21  24  25  34  37  38  42  44  49  55  57  62  68  70  75
  2   7   9  14  17  19  21  24  25  26  29  31  36  47  50  51  53  56  65  66  69  78
  2   7   9  16  18  23  27  30  32  34  37  38  39  40  43  52  60  63  64  66  69  78
  1   4  13  21  24  25  27  30  39  40  43  45  47  50  51  52  54  59  61  68  70  75
  1   4  13  14  17  26  34  37  38  41  46  48  53  56  58  60  63  64  65  68  70  75
  2   7   9  15  20  22  28  33  35  47  50  51  60  63  64  67  68  70  71  72  74  75
  3   4   6   7   8  10  11  22  25  26  35  38  39  43  45  50  56  58  63  69  71  76
  3   8  10  14  15  18  20  22  25  26  30  32  37  48  51  52  53  54  57  66  67  70
  3   8  10  17  19  24  27  28  31  33  35  38  39  40  41  44  61  64  65  66  67  70
  1   2   5  22  25  26  27  28  31  40  41  44  46  48  51  52  55  60  62  69  71  76
  1   2   5  14  15  18  35  38  39  42  47  49  53  54  57  59  61  64  65  69  71  76
  3   8  10  16  21  23  29  34  36  48  51  52  61  64  65  68  69  71  72  73  75  76
  4   5   7   8   9  11  12  14  23  26  27  36  39  44  46  51  57  59  64  70  72  77
  4   9  11  14  15  16  19  21  23  26  31  33  38  40  49  52  54  55  58  67  68  71
  4   9  11  18  20  25  27  28  29  32  34  36  39  41  42  45  53  62  65  67  68  71
  2   3   6  14  23  26  28  29  32  40  41  42  45  47  49  52  56  61  63  70  72  77
  2   3   6  15  16  19  27  36  39  43  48  50  53  54  55  58  60  62  65  70  72  77
  4   9  11  17  22  24  30  35  37  40  49  52  53  62  65  69  70  72  73  74  76  77
  5   6   8   9  10  12  13  14  15  24  27  28  37  45  47  52  58  60  65  71  73  78
  5  10  12  14  15  16  17  20  22  24  32  34  39  40  41  50  55  56  59  68  69  72
  5  10  12  19  21  26  27  28  29  30  33  35  37  42  43  46  53  54  63  68  69  72
  3   4   7  14  15  24  29  30  33  40  41  42  43  46  48  50  57  62  64  71  73  78
  3   4   7  16  17  20  27  28  37  44  49  51  53  54  55  56  59  61  63  71  73  78
  5  10  12  18  23  25  31  36  38  40  41  50  53  54  63  70  71  73  74  75  77  78
  1   6   7   9  10  11  13  15  16  25  28  29  38  40  46  48  53  59  61  66  72  74
  6  11  13  15  16  17  18  21  23  25  27  33  35  41  42  51  56  57  60  69  70  73
  6  11  13  14  20  22  28  29  30  31  34  36  38  43  44  47  54  55  64  69  70  73
  4   5   8  15  16  25  30  31  34  41  42  43  44  47  49  51  58  63  65  66  72  74
  4   5   8  17  18  21  28  29  38  45  50  52  54  55  56  57  60  62  64  66  72  74
  6  11  13  19  24  26  32  37  39  41  42  51  54  55  64  66  71  72  74  75  76  78
  1   2   7   8  10  11  12  16  17  26  29  30  39  41  47  49  54  60  62  67  73  75
  1   7  12  16  17  18  19  22  24  26  28  34  36  42  43  52  57  58  61  70  71  74
  1   7  12  15  21  23  29  30  31  32  35  37  39  44  45  48  55  56  65  70  71  74
  5   6   9  16  17  26  31  32  35  42  43  44  45  48  50  52  53  59  64  67  73  75
  5   6   9  18  19  22  29  30  39  40  46  51  55  56  57  58  61  63  65  67  73  75
  1   7  12  14  20  25  27  33  38  42  43  52  55  56  65  66  67  72  73  75  76  77
  2   3   8   9  11  12  13  14  17  18  27  30  31  42  48  50  55  61  63  68  74  76
  2   8  13  14  17  18  19  20  23  25  29  35  37  40  43  44  58  59  62  71  72  75
  2   8  13  16  22  24  27  30  31  32  33  36  38  45  46  49  53  56  57  71  72  75
  6   7  10  14  17  18  32  33  36  40  43  44  45  46  49  51  54  60  65  68  74  76
  6   7  10  19  20  23  27  30  31  41  47  52  53  56  57  58  59  62  64  68  74  76
  2   8  13  15  21  26  28  34  39  40  43  44  53  56  57  67  68  73  74  76  77  78
  1   3   4   9  10  12  13  15  18  19  28  31  32  43  49  51  56  62  64  69  75  77
  1   3   9  15  18  19  20  21  24  26  30  36  38  41  44  45  59  60  63  72  73  76
  1   3   9  17  23  25  28  31  32  33  34  37  39  46  47  50  54  57  58  72  73  76
  7   8  11  15  18  19  33  34  37  41  44  45  46  47  50  52  53  55  61  69  75  77
  7   8  11  20  21  24  28  31  32  40  42  48  54  57  58  59  60  63  65  69  75  77
  1   3   9  14  16  22  27  29  35  41  44  45  54  57  58  66  68  69  74  75  77  78
```

## Oval
Ein Oval des Blockplans ist eine Menge seiner Punkte, von welcher keine drei auf einem Block liegen. Hier sind alle 13 Ovale maximaler Ordnung für Lösung 1 dieses Blockplans (in jeder Zeile ist ein Oval durch die Menge seiner Punkte dargestellt):
- Lösung 1 (sämtliche Ovale)

```
 14  27  40  53
 15  28  41  54 
 16  29  42  55  
 17  30  43  56  
 18  31  44  57   
 19  32  45  58  
 20  33  46  59  
 21  34  47  60
 22  35  48  61 
 23  36  49  62 
 24  37  50  63  
 25  38  51  64   
 26  39  52  65
```